# Azuré des nerpruns
Celastrina argiolus
Espèce
L’Azuré des nerpruns ou Argus à bande noire (Celastrina argiolus) est une espèce paléarctique de lépidoptères (papillons) de la famille des Lycaenidae, commune en Europe.

## Description

### Papillon
L'imago de Celastrina argiolus est un petit papillon au dessus bleu bordé d'une bordure gris-noir. Cette bordure est très fine et limitée à l'aile antérieure chez le mâle, et large chez la femelle.
Le revers des ailes a un fond gris bleuté très pâle, orné de séries de petits points noirs, ceux de l'aile antérieure ayant la forme de tirets.

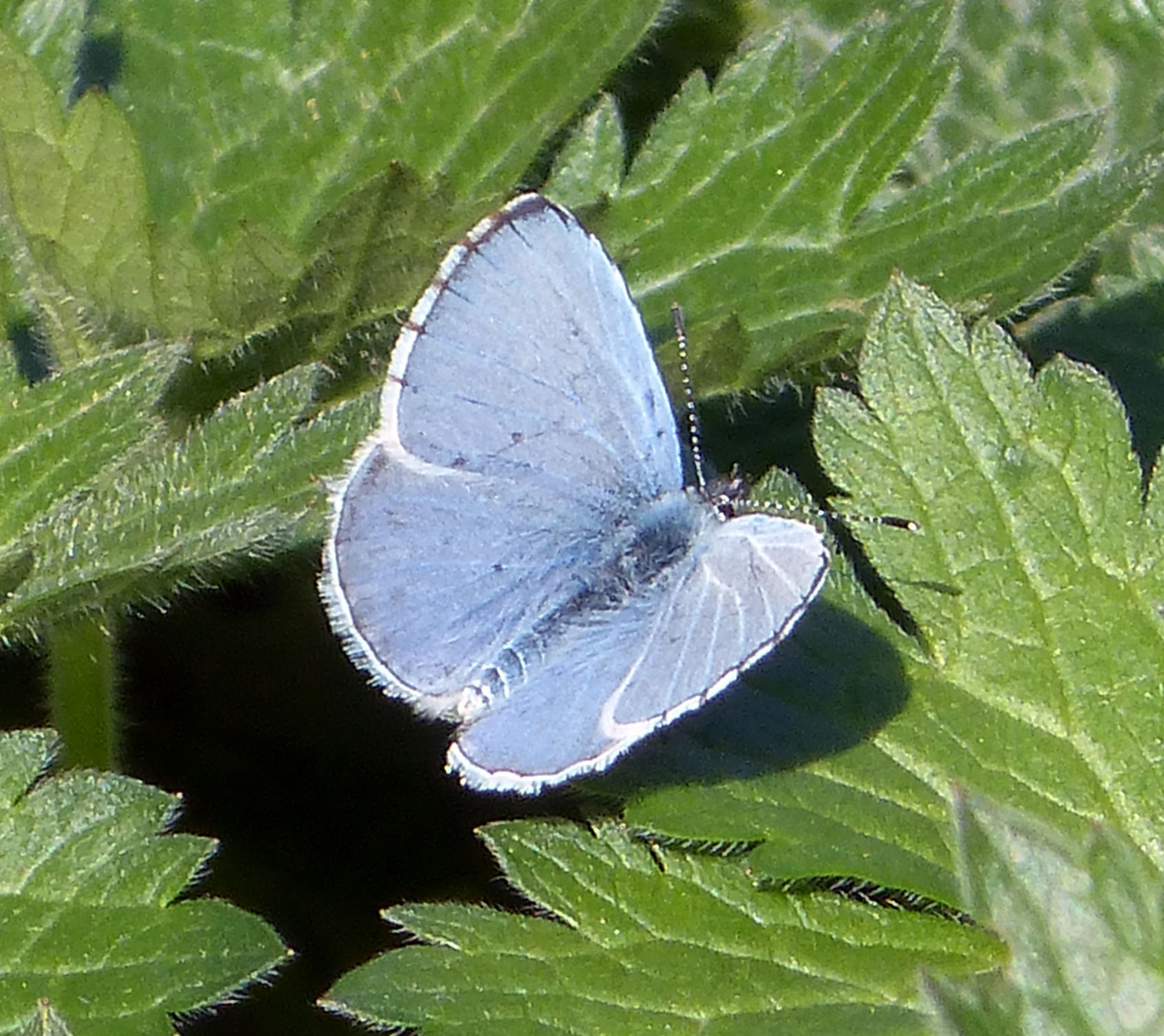
Dessus d'un mâle.
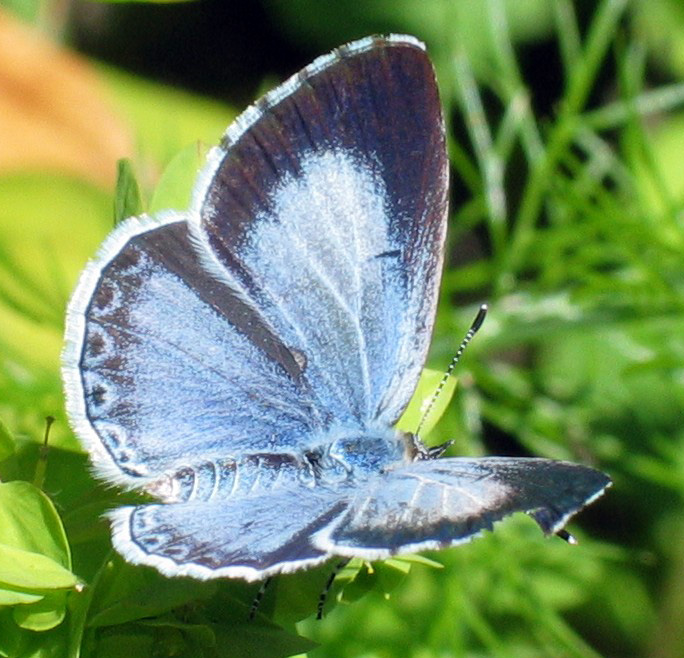
Dessus d'une femelle.
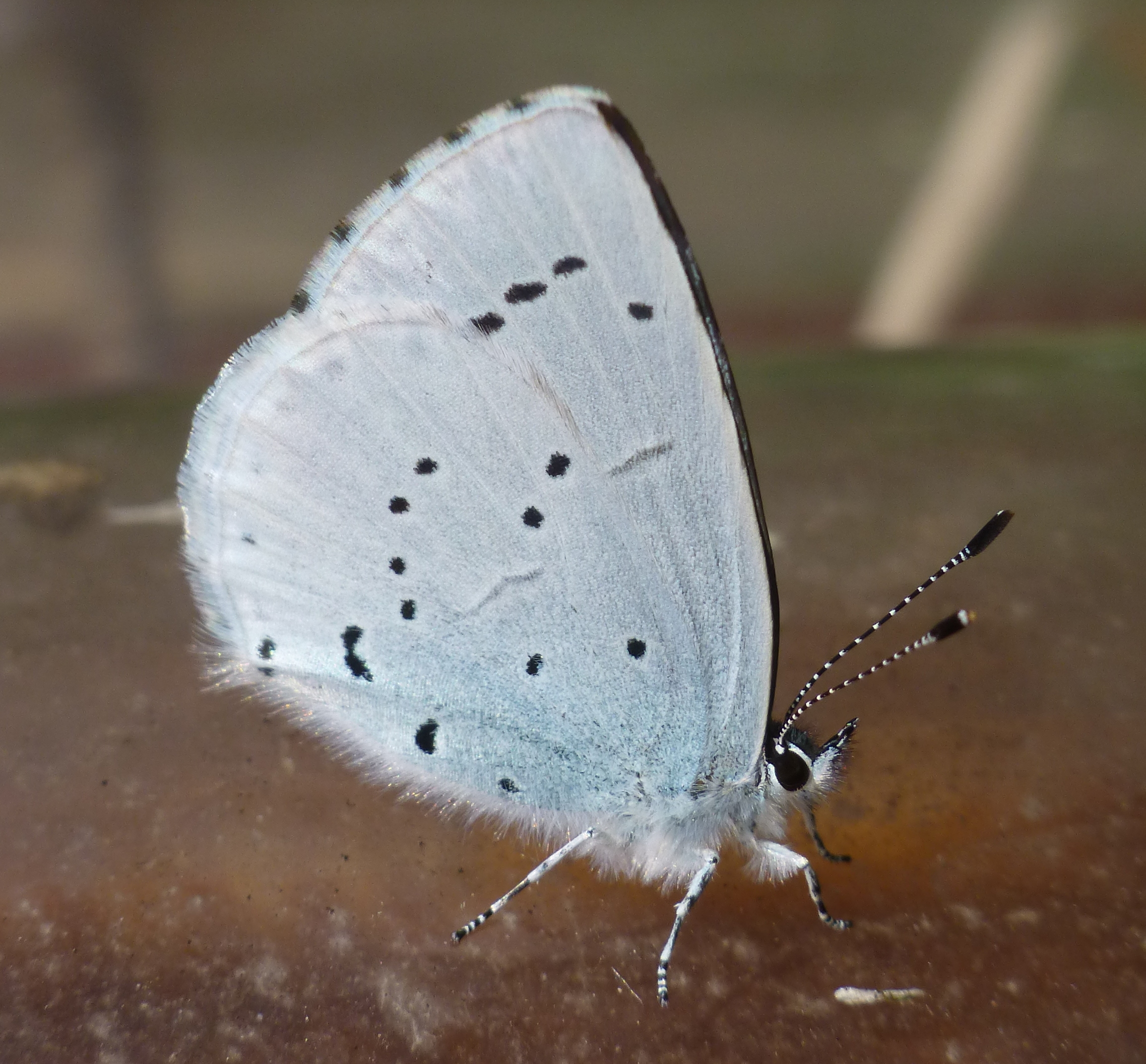
Revers.
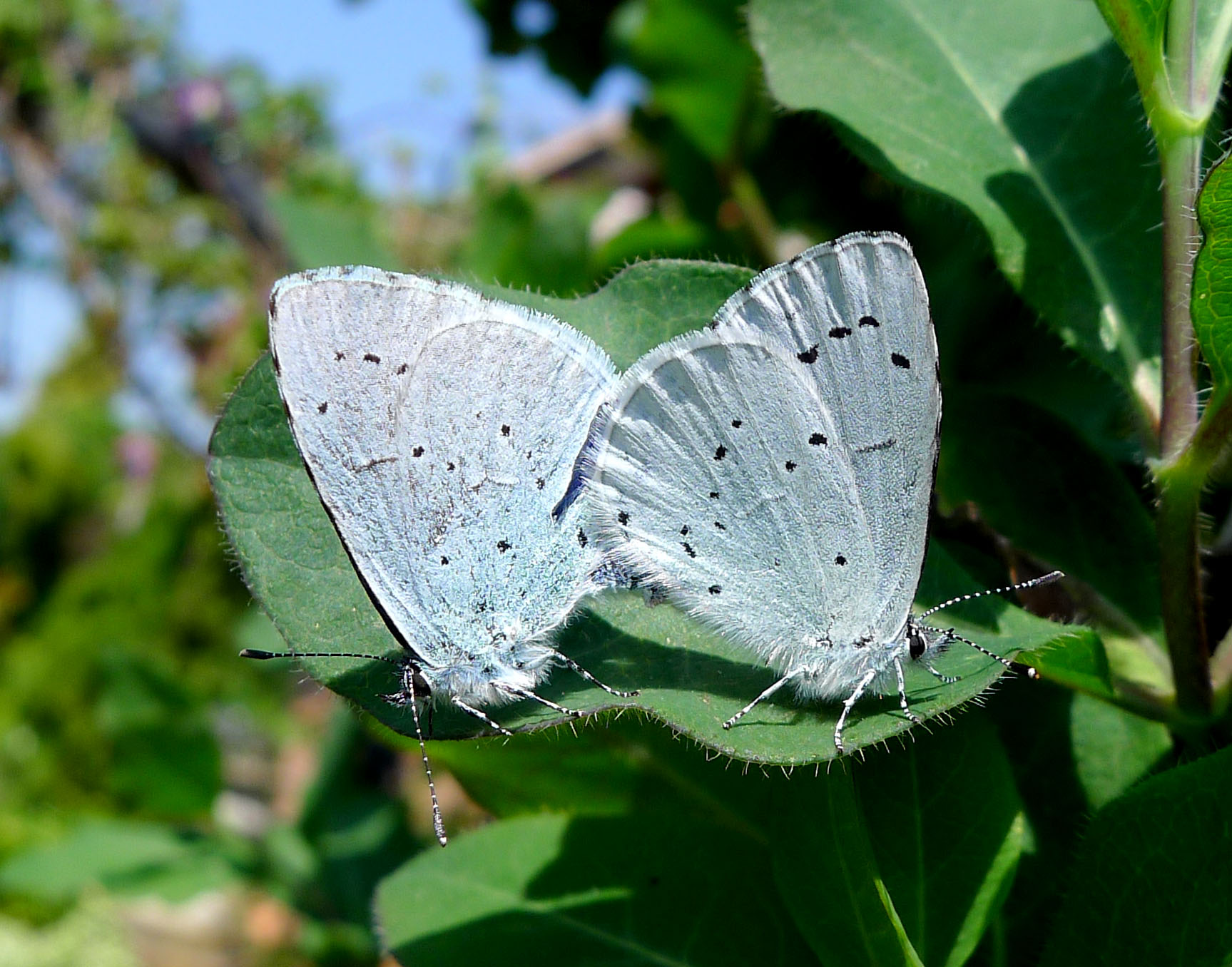
Accouplement.

### Chenille
La chenille, petite et trapue, possède une tête rétractile noire et un corps vert jaunâtre parfois teinté de rose avec une ligne latérale blanchâtre.

## Biologie

### Phénologie
L'espèce produit deux générations par an, le papillon volant en avril-mai et juin-juillet en Afrique du Nord, et avec un décalage d'un mois en Europe[réf. souhaitée].
La chenille est visible de mai à octobre, sur les fleurs, les fruits et les jeunes feuilles.
L'espèce hiverne au stade de chrysalide, accrochée au-dessous d'une feuille,.

### Plantes hôtes et myrmécophilie
Les plantes hôtes larvaires sont extrêmement variées, avec entre autres des nerpruns (Rhamnus frangula, Rhamnus cathartica), des groseilliers (Ribes nigrum, Ribes rubrum, Ribes uva-crispa), Caragana frutex, des cuscutes (Cuscuta engelmannii, Cuscuta lehmanniana), Sophora flavescens, Desmodium oxyphyllum, Vicia sativa, Pueraria lobata, Wisteria floribunda, Cornus controversa, Aralia elata, Euodia meliifolia, Malus pumila, Prunus salicina, Polygonum cuspidatum, Quercus aliena, Staphylea bumalda, Ilex aquifolium et Hedera helix,.
Les chenilles sont soignées par des fourmis, notamment Lasius niger, Lasius alienus et Myrmica sp..

## Distribution et biotopes

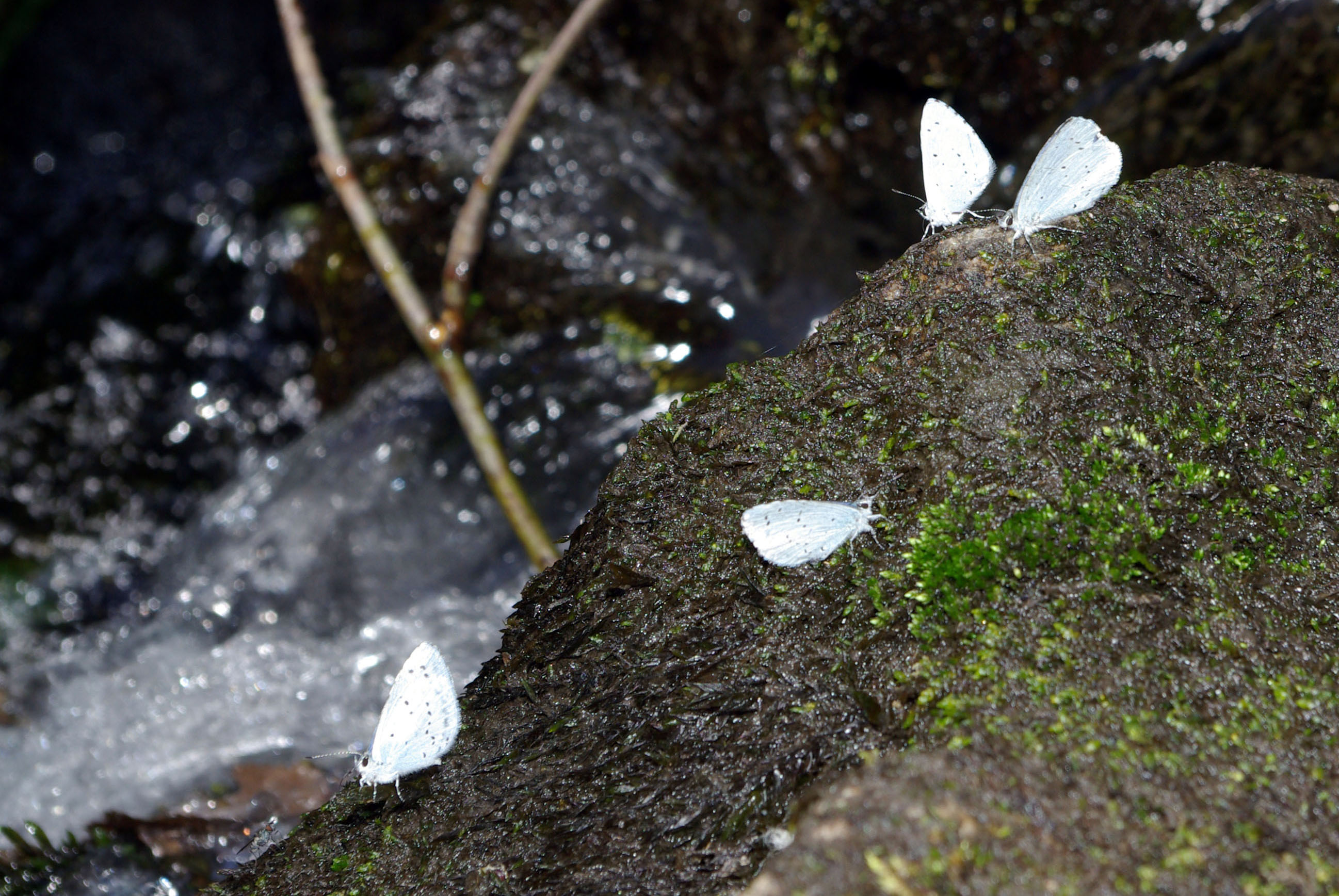
Celastrina argiolus

### Distribution
Celastrina argiolus est présent dans toute l'Europe (sauf le Nord de la Grande-Bretagne et la Scandinavie) et dans une grande partie de l'Asie, ainsi qu'en Afrique du Nord.
En France métropolitaine, il est présent dans tous les départements.

### Biotopes
Ses habitats sont variés : jardins, prairies sèches, haies, lisières de bois, bords de rivières. Ce petit papillon doit son nom au fait qu'on le trouve fréquemment sur les nerpruns et sur le lierre le long des haies et dans les bois clairs.

## Systématique
L'espèce Celastrina argiolus a été décrite par le naturaliste suédois Carl von Linné en 1758 sous le nom initial de Papilio argiolus,.
Plusieurs sous-espèces ont été décrites :
- Celastrina argiolus argiolus (Linnaeus, 1758) — de l'Europe à la Sibérie.
- Celastrina argiolus parvipuncta (Fuchs, 1880)
- Celastrina argiolus mauretanica (Rothschild, 1925) — au Maghreb.
- Celastrina argiolus bieneri Forster, 1941 — en Extrême-Orient russe.
- Celastrina argiolus caphis (Fruhstorfer, 1922) — en Chine.
- Celastrina argiolus sikkima (Moore, [1884]) — en Inde.
- Celastrina argiolus kollari (Westwood, [1852]) — en Inde et au Pakistan.
- Celastrina argiolus iynteana (de Nicéville, 1884) — de l'Himalaya au Viêt Nam.
- Celastrina argiolus hypoleuca (Kollar, [1849]) — en Asie centrale.
- Celastrina argiolus ladonides (d'Orza, 1869) — au Japon et en Extrême-Orient russe.
- Celastrina argiolus crimissa (Fruhstorfer, 1917) — à Taïwan.
- Celastrina argiolus canicularis (Verity, 1919) — dans le Sud de l'Europe.
- Celastrina argiolus grisescens (Eisner, 1964) — aux Pays-Bas.
- Celastrina argiolus sugurui Eliot & Kawazoé, 1983 — aux Philippines.

## Noms vernaculaires
- En français : l’Azuré des nerpruns[8], l'Argus à bande noire[8], l'Argus bordé[8], l'Argiolus[8] ou l'Azuré des parcs[9].
- En anglais : Holly blue[10].
- En allemand : Faulbaumbläuling[11].
- En espagnol : Náyade.

## Protection
L'espèce n'a pas de statut de protection particulier en France.